# Histoire de l'Organisation des Nations unies

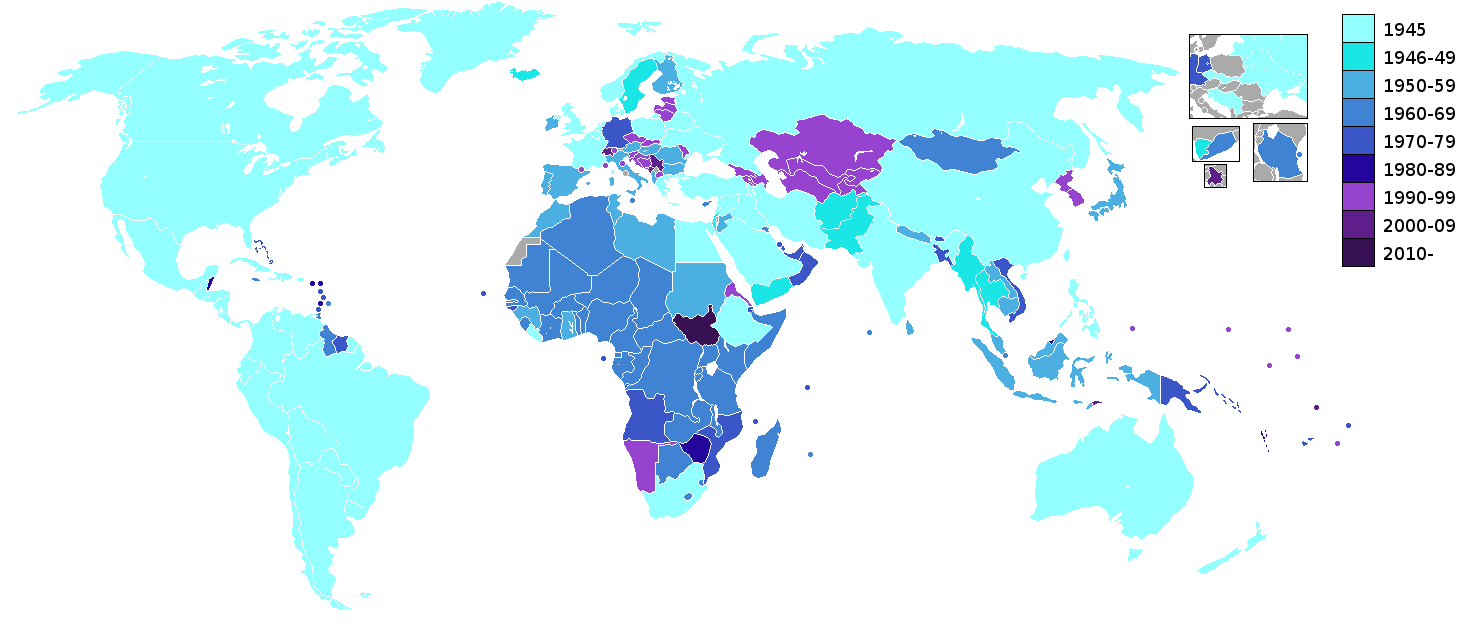
Carte du monde montrant les membres selon leur date d'adhésion à l'organisation et les pays non membres.

L'Histoire de l'Organisation des Nations unies débute durant la Seconde Guerre mondiale, lorsque le président américain Franklin Delano Roosevelt utilise pour la première fois le terme de « nations unies » en références à l'Alliance contre les puissances de l'Axe. Il en suggère l'utilisation à Winston Churchill qui cite Lord Byron comme le véritable créateur du terme, lorsqu'il parle des alliés à la bataille de Waterloo de 1815 dans son Childe Harold's Pilgrimage. Le nom est officiellement adopté le 1er janvier 1942 lors de la Déclaration des Nations unies.
C'est lors de la conférence de San Francisco initiée par les États-Unis en 1945 que l'organisation est officiellement créée avec la signature de la Charte des Nations unies par les 51 États participants. Elle remplace peu à peu la Société des Nations dont les compétences lui sont transférées avant sa disparition le 18 avril 1946.